# Leskia siphonina
Leskia siphonina är en tvåvingeart som först beskrevs av Villeneuve 1937.  Leskia siphonina ingår i släktet Leskia och familjen parasitflugor.
Artens utbredningsområde är Guyana. Inga underarter finns listade i Catalogue of Life.